# تورنت فريك
تورنت فريك (بالإنجليزية: TorrentFreak)‏ هي مدونة مخصصة للإبلاغ عن أحدث الأخبار حول بروتوكول بت تورنت ومشاركة الملفات، وكذلك بشأن انتهاك حقوق النشر والحقوق الرقمية.
تأسس الموقع في نوفمبر 2005 علي يد هولندي مستخدما الاسم المستعار «إرنستو فان دير سار». انضم إليه أندي «إنيجماكس» ماكسويل وبن جونز في عام 2007. من بين المساهمين ريكارد فالكفينج، مؤسس حزب القراصنة. محتوي الموقع هو محتوى مجاني بموجب ترخيص المشاع الإبداعي الإصدار 3.0.
الباحث الرئيسي ومدير الموقع هو الناشط في حزب القراصنة أندرو نورتون.

## روابط خارجية
- الموقع الرسمي